# 巴利阿里群岛大学
巴利阿里群岛大学（缩写UIB，國際音標：[univəɾsiˈtad də ləz ˈiʎəz βələˈas]）是一所位于西班牙巴利阿里群岛的大學。1978年建校，本部位于馬略卡島的帕爾馬市。

## 历史
大学的历史可追溯到1483年由费尔南多二世国王下令在帕爾馬建立的柳利学院。在卡洛斯战争时期的1835年被迫关闭。在这之后，巴利阿里群岛的学生只能到最近的塞尔韦拉以及巴塞罗那求学。
佛朗哥时期的1949年，在巴塞罗那大学的资助下，柳利学院重新开放，提供哲学和语言文学课程。1972年又增设了理学院和文学院，附属于巴塞罗那大学和巴塞罗那自治大学。民主转型后的1978年3月，政府发表法令，决定将柳利综合学院整合为帕尔马大学。
1985年学校通过建设章程，并正式更名为巴利阿里群岛大学。1998年在伊维萨岛和梅诺卡岛的阿莱奥尔开设了新校区。

## 院系设置
| 学院           | 图片 | 本科学位                                                                       | 硕士学位 |
| -------------- | ---- | ------------------------------------------------------------------------------ | --- |
| 理学院         |      | - 生物学 - 生物化学 - 物理学 - 农业工程 - 化學                                 | 地中海植物生态 实验化学 海洋生态学 物理学 微生物学 营养基因组学 有机化学 理论化学 生物技术，遗传学与细胞生物学 |
| 法学院         |      | 法律 劳动关系                                                                  | 平等与预防性别暴力议题 沿海地区分析，规划和管理学 法律实务 职业安全                                            |
| 经济与商业学院 |      | 企业经营管理学 经济学                                                          | 旅游与环境经济学 会计学 企业管理，组织与规划                                                                   |
| 教育学院       |      | 學前教育 初等教育 社會工作 教育学                                              | 教育技术学 包容教育学 未成年人与家人的社会教育参与 幼儿教育 教师培训                                           |
| 心理学院       |      | 心理学                                                                         | 人力资源管理                                                                                                   |
| 哲学与文学院   |      | 英语语言文学 地理学 历史 藝術歷史 加泰罗尼亚语言文学 西班牙语语言文学 社會工作 | 加泰罗尼亚语言文学 认知与进化人类学 当代哲学 现代语言文学 文化遗产 文化产业管理                                |
| 高等理工学院   |      | 建筑工程 电子工程 信息工程 車載資訊系統学 数学                                 | 电子工程 信息技术                                                                                              |
| 护理与理疗学院 |      | 护理学 物理治療                                                                | 医疗保健与社会科学 医疗与健康科学 神经科学 人类营养学                                                          |
| 旅游学院       |      | 旅游                                                                           | 旅游管理与规划                                                                                                 |
| 医学院         |      | 医学                                                                           | |

巴利阿里群岛大学还有若干附属的专科学院：

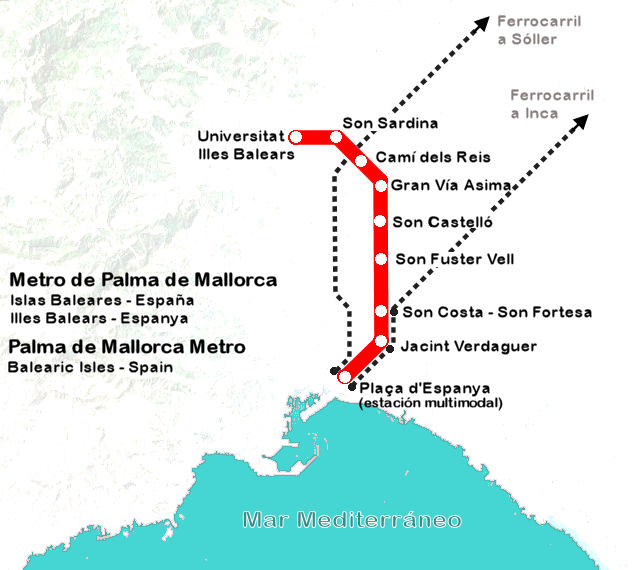
地铁交通图

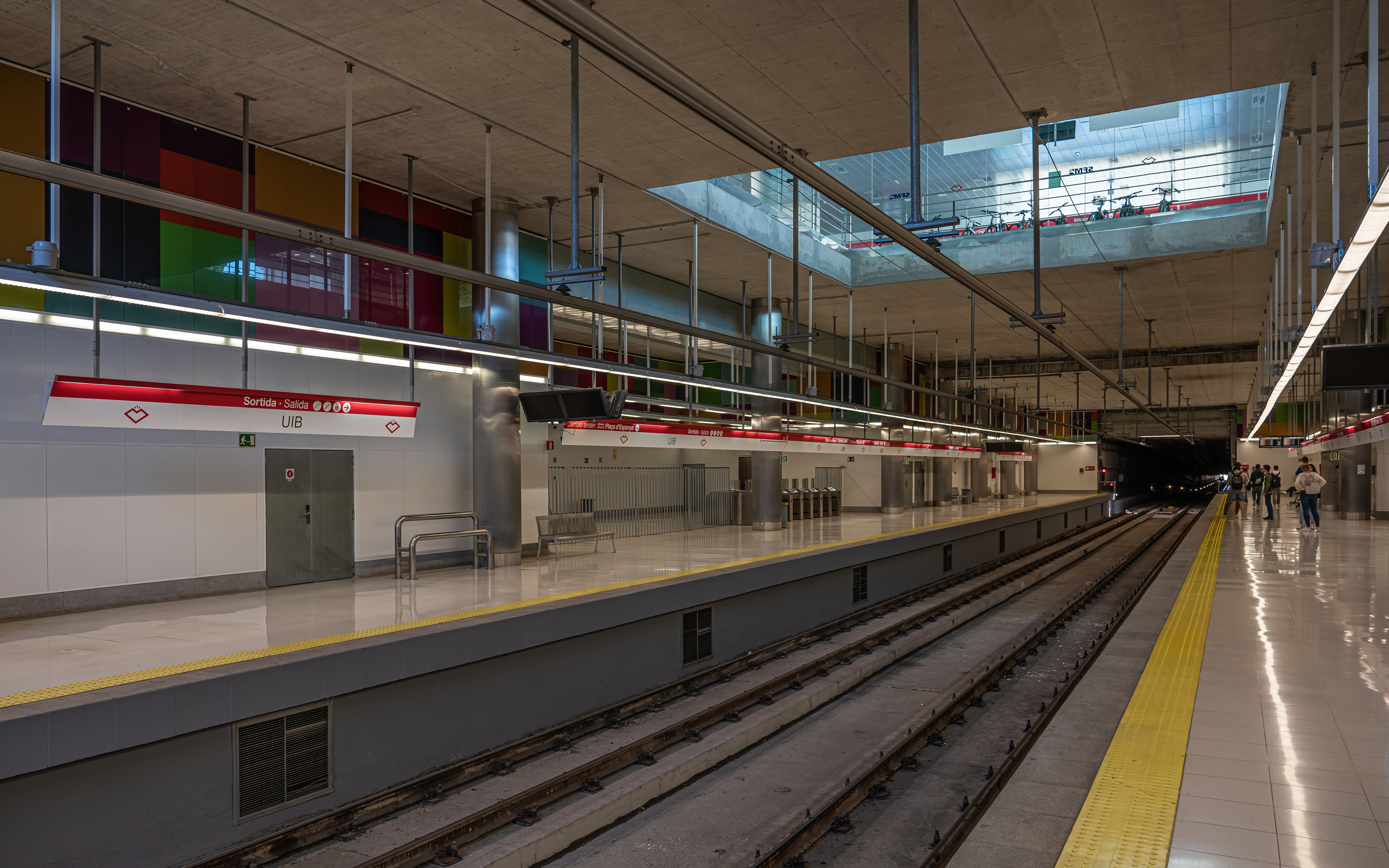
帕爾馬地鐵巴利阿里群岛大学站

- 阿尔韦塔·希门内斯学院：教育、通信和新闻学。
- 劳动关系学院：劳动关系。
- 伊维萨和福门特拉岛旅游学院：旅游学。
- 费利佩·莫雷诺旅游学院：旅游学。